# Robert Băjan
Robert Adrian Băjan (sinh ngày 30 tháng 10 năm 1995) là một cầu thủ bóng đá người România thi đấu ở vị trí hậu vệ phải cho Pandurii Târgu Jiu. Trong sự nghiệp Băjan cũng thi đấu cho Farul Constanța, Brașov và Târgu Mureș.